# U-313
U-313 – niemiecki okręt podwodny (U-Boot) typu VII C z okresu II wojny światowej. Okręt wszedł do służby w 1943 roku. Jedynym dowódcą był Oblt. Friedhelm Schweiger.

## Historia
Wcielony do 8. Flotylli U-Bootów celem szkolenia załogi, od stycznia 1944 roku kolejno w 11. i 33. Flotylli jako jednostka bojowa. 
U-313 był jednostką przystosowaną do działań w warunkach polarnych. Odbył dwanaście patroli bojowych, podczas których nie zatopił żadnej jednostki przeciwnika. W grudniu 1944 roku wraz z innymi U-Bootami (U-278, U-297, U-312, U-315, U-737, U-739 i U-1020) uczestniczył w próbie blokady brytyjskiej bazy morskiej w Scapa Flow. Operacja zakończyła się klęską, stracono trzy okręty podwodne. 
Poddany 9 maja 1945 roku w Narwiku (Norwegia). Przebazowany 19 maja 1945 roku do Loch Eriboll (Szkocja), później do Loch Ryan (Szkocja). Zatopiony 27 grudnia 1945 roku podczas operacji Deadlight.